# Гугъл бомба
Термините Гугъл бомба (на английски: Google bomb) и Гугъл промиване (на английски: Google washing) се отнасят до действия, целящи да повлияят на подредбата на определени уебстраници сред резултатите, открити от търсачката Гугъл, така че да се повиши вероятността да се откриват и кликат от потребителите определени страници, които интересуват човека, извършващ тези действия. Това се прави с цели, свързани с бизнес, политика или забавление (или комбинация от последните две).
При търсене по определена ключова фраза, алгоритъмът за търсене на Гугъл ранжира дадена страница толкова по-напред, колкото повече други страници сочат към нея, използвайки съответната фразата като наименование на хипервръзката (anchor text).
Пример:
<a href="http://bg.wikipedia.org/wiki/Начална_страница">anchor text</a>
През януари 2007 г. Гугъл прави промени във връщаните при търсене резултати, за да се противопостави на известни Гугъл бомби, като „miserable failure“ (в превод: „пълен провал“), която фраза сега при търсене извлича страници, посветени на самата Гугъл бомба. Други Гугъл бомби обаче продължават да са активни и да действат.
На английски език изразът „Google bomb“ се използва и като глагол, и като съществително име. Фразата „Google bombing“ (в превод: „Гугъл бомбардиране“) е прибавена към новия Оксфордски речник през май 2005 година. Гугъл бомбардирането е близко свързано със спама действие, при което нарочно се променят HTML страниците по подвеждащ начин, за да се повиши вероятността техните уебсайтове да се подредят в близост до челните резултати при търсене или да се повлияе върху категорията, към която принадлежи страницата.
Понятието Гугъл промиване е лансирано през 2003 година, за да опише употребата на медийна манипулация, за да се промени представата за дадено понятие или да се измести конкуренцията от намерените страници с резултати при търсене.

## История
Гугъл бомбите са известни от 1999 година, когато при търсене на фразата „more evil than Satan himself“ (в превод: „по-зъл от самия дявол“), като най-челен резултат се появява Интернет страницата на Майкрософт.
През септември 2000 година първата Гугъл бомба с неанонимен създател е създадена от мъжкото списание Hugedisk, вече несъществуващо он-лайн хумористично списание. То свързало израза „dumb motherfucker“ (в превод: „тъпо копеле“) със сайт, който продавал стоки, свързани с Джордж У. Буш. Списанието също така направило неуспешен опит да направи бомба с подобен обиден термин за страници, свързани с вицепрезидента Ал Гор. След като бомбата натрупала значителна публичност и известност, собствениците на сайта за стоки, свързани с Джордж Буш, наели адвокати, които отправили покана до списанието да прекрати използването на бомбата.
Счита се, че Адам Мейтс е създателят на понятието „Google washing“ („Гугъл промиване“). Той използвал този термин в статия, издадена в он-лайн списанието uber.nu на 6 април 2001. В статията Мейтс разказва в подробности как е свързал фразата „talentless hack“ (в превод: „бездарен драскач“) към уебсайта на неговия приятел Анди Пресман. За целта Мейтс накарал свои познати блогъри да сложат хипервръзки с тази фраза към страницата на приятеля му. Има данни, че понятието „search engine bombing“ (в превод: „бомбардиране с търсачка“) се е използвало в Usenet още през 1997 година.

### Употреба като тактическа медия
Гугъл бомбата се е използвала като тактически медиен способ и начин за осъществяване на внезапна медийна атака върху популярни теми. Подобни атаки включват тази на Антъни Кокс през 2003 година. Той създал пародия на Windows съобщението за грешка „404 – page not found“ в отговор на войната в Ирак. Страницата изглеждала като страницата на въпросното съобщение за грешка, но гласяла: „These Weapons of Mass Destruction cannot be displayed.“ (в превод: „Тези оръжия за масово поразяване не могат да бъдат показани“), тази уебстраница можеше да бъде открита като една от първите намерени страници на Google след началото на войната в Ирак.

### Гугъл боулинг
Чрез изследването на това, кои видове неуместни манипулации на ранжиранията една търсачка едновременно „наказва“ и може лесно да открие, дадена неетична компания може да провокира свалянето на ранга на уебсайтове, собственост на конкуренцията. Тази практика, известна като Google bowling (в превод: „Гугъл боулинг“), често се осъществява чрез заплащане за Гугъл бомбардиране или други неетични техники за оптимизация за търсачки (още известни като „black hat“, „черни шапки“), насочени срещу конкурентния уебсайт. Атакуващият провокира търсачката да накаже конкурента, който уж манипулира резултатите при търсене, като сваля сайта му все по-надолу в списъка с резултатите. За жертвите на Гугъл боулинга би било доста трудно да обжалва свалянето на ранга на уебсайтовете им, защото от Google избягват да обосновават „наказанията“, под предлог да не се „ограмотяват“ истинските нарушители. При все това, ако от казусът ясно личи, че е налице бомбардиране на страница, при подадена молба за преразглеждане Google следва да отмени наказанието.

## Отвъд Гугъл
Други търсачки също използват подобни техники за ранжиране на резултатите, затова Yahoo!, AltaVista и HotBot също са засегнати от Гугъл бомбите. На 29 септември 2006 година, търсенето по фразата „miserable failure“ (в превод: „пълен / нещастен провал“) или само „failure“ („провал“) извежда на първо място официалната биография на Джордж У. Буш в резултатите на Google, Yahoo! и MSN, и на второ място – в резултатите на Ask.com. На 2 юни 2005. Yooter Interactive съобщава, че Джордж Буш е най-често срещаното име в търсачката за ключовите думи: „miserable“, „failure“ и „miserable failure“ в Google и Yahoo!. Впоследствие Гугъл се занимава с казуса и „обезврежда“ Гугъл бомбата срещу Буш, както и много други.
В свой репортаж от 2002 година за Гугъл бомбите, БиБиСи използва заглавието: „Google Hit By Link Bombers“ (в превод: „Гугъл е ударен от линк-бомби“), в известен смисъл оказвайки признание на идеята за „link bombing“ („бомбардиране чрез линкове“). През 2004 сайтът Search Engine Watch предлага да се използва термина „link bombing“ вместо „Google bomb“, заради приложението на тактиката и в други търсачки, различни от Гугъл. Сайтът продължава да използва и до днес този термин, тъй като го счита за по-точен.
През януари 2007 година от Гугъл променят структурата си на индексиране, така щото бомби като „Miserable failure“ обичайно да показват като резултат коментари, дискусии и статии, посветени на самата тактика. От Гугъл оповестяват за тези промените в официалния си блог. В отговор на критиките към Гугъл, че са допуснали бомбите, Мат Кътс, ръководител на екипа в Гугъл за борба с уеб спама, казва, че Гугъл бомбите не са били от значителен приоритет за тях.

## Мотивации

### Политически активизъм
Някои от най-известните Гугъл бомби са също така израз на политическо мнение – напр. гугъл бомбата „liar“ (в превод: „лъжец“) водеща до Тони Блеър, и „miserable failure“, водеща до официалната биография на Джордж У. Буш.
- През 2003 година Стивън Лърнър, създател на хумористичния студентски сайт „Albino Blacksheep“, създава пародийна уеб страница, озаглавена „French Military Victories“ (в превод: „френски военни победи“). Когато се изпише фразата в Гугъл, първият резултат е страница, наподобяваща по дизайн тази на Гугъл, в която пише: „Your search – French military victories – did not match any documents. Did you mean French military defeats?“ (в превод: „Вашето търсене – Френски военни победи – не съответства с нито един документ. Може би имахте предвид Френски военни поражения?“). Страницата регистрира над 50 000 посещения в първите 18 часа от своето пускане онлайн. Линкове близо до най-първите резултати водят до опростен списък със събития от френската военна история. Страницата с бомбата и до днес е първата, която се показва при търсене на „French Military Victories“.[16]

- През 2004 година еврейският писател и активист Даниел Сиерадски приканва посетителите в неговия блог да линкват „Jew“ (в превод: „евреин“) към статията за евреите в Уикипедия на английски език, в отговор на откритието, първо оповестено от Стивън Уайнсток,[17][18] че при търсене на думата „Jew“ като първи резултат се появява уебсайт, посветен на антисемитизма – Jew Watch. Кампанията е успешна в опита си да отстрани сайта от челното място, въпреки че сайтът все още се появява в рамките на първата страница от извежданите резултати.[19] В същата година диспутът за наименованието на Персийския залив е обект на Гугъл бомба от ирански блогър на име Пендар Юсефи.[20][21]

- Друга кампания е организирана от журналиста Дан Севидж, след като бившият американски сенатор Рик Санторум прави няколко противоречиви изявления във връзка с хомосексуалността. Гугъл бомбата е част от кампанията на Севидж да се въведе неологизма „santorum“ за „пенлива смес от семенна течност и фекалии, която понякога се получава при анален секс“ и създадената от него за целта уебстраница да е от първите при търсене на фамилията на сенатора.[22]

- Във Франция групи, противопоставящи се на новия проектозакон свързан с авторското право, предложен от Renaud Donnedieu de Vabres правят Гугъл бомба, която свързва текста: „laundering minister“ (в превод:„перящия министър“) със статия, отнасяща се до обвиненията повдигнати срещу министъра за пране на пари. Кампанията е била толкова успешна, че до 2006 при просто търсене на „minister“ (в превод:„министър“) или „launderer“ (в превод:„перач“) се показва статия за неговото обвинение като един от първите резултати.

- През 2004 във Филипините след като се появиха съмнения, че президентът Глория Макапагал-Оройо си е послужила с измама на изборите, фразата „pekeng pangulo“ (в превод: „фалшив президент“) беше свързана към официалния ѝ уеб сайт.

- През 2004 „kretyn“ (в превод:„кретен“) и подобни обидни думи бяха свързани към уеб страниците на различни полски политици, включително Andrzej Lepper и Roman Giertych.

- През 2005 естонски блогър проведе успешна кампания, за да свърже думата „masendav“ (в превод:„безнадежден“) с главната страница на Естонската Централна Партия. Към 2010 уеб сайта на партията все още е сред първите резултати при търсене на тази фраза.

- През 2006 на американски избори много ляво-ориентирани блогъри, водени от MyDD.com се обединиха, за да изтикат на по-горно място много неутрални или негативни статии, свързани с кандидатите от републиканската партия.[1] Много от дясно-ориентираните блогъри са действали по същия начин.

- Също през 2006 фразата „Siedziba szatana“ (в превод: щаб-квартирата на сатаната) бе свързана с уеб сайта на противоречивото християнско радио Radio Maryja.

- През януари 2007 Гугъл обяви, че променят алгоритъма си за търсене, за да намалят значително ефективността на техниката на Гугъл бомбите.

- През март 2007 Washington Post съобщи, че Nikolas Schiller е могъл да направи Гугъл бомба, за да открои своя блогърски сайт при търсене в Гугъл.

- По време на встъпителните етапи на анти сциентоложка кампания, хакери и други членове на анонимна интернет група направиха Гугъл бомба на главната интернет страница на Църквата на Сциентолозите, като я свързаха с фразата „Dangerous Cult“ (в превод:„опасна секта“).

- През септември 2008 Джон Кей, лидер на Новозеландската Национална Партия беше Google бомбардиран с фразата „clueless“ (в превод:„безхаберен“).

- През януари 2009 бе извършена успешна Гугъл бомба срещу българското правителство от група независими блогъри и форум потребители. Било е открито слабо звено в сайта на правителството, което позволявало Гугъл бомбата да се активира успешно. Групата свързала търсената фраза „провал“ със сайта на правителството. В рамките на няколко дни първият намерен резултат при търсене на думата „провал“ бе сайтът на българското правителство, без значение на какъв език е изписана думата.

- През април 2009 уебсайт за продажба на книги създаде Гугъл бомба срещу Amazon в отговор на свалянето на книжни материали от своя сайт, определяйки ги като „материали за възрастни“. Няколко часа след като е създадена бомбата, сайта на компанията за книги се появил като пръв при опит за търсене на продукти на Amazon.

- През юли 2009 успешно е осъществен опит за нов вид Гугъл бомба, при който специфична дума или фраза е предизвикана изкуствено да се появи в доклада на Гугъл за световните тенденции. Фразата 'Rev Al is a racist' (в превод:„Преподобният Ал е расист“) е на първо място в тенденциите на Google за 08.07.2009, заради противоречивият коментар направен от преподобния Al Sharpton по време на поклонението пред Майкъл Джексън. „Corey Feldman is Hurting“ (в превод: „Corey Feldman наранява“) е била под номер 14 в същата класация същия ден, заради това, че Feldman се появил преоблечен като Майкъл Джексън по време на поклонението.

- Във Франция през юли 2009 търсената фразата „trou du cul du web“ (от френски:„Скапанякът в интернет“) дала като резултат на първо място официалният уебсайт на президента Никола Саркози. През септември 2010 същата фраза дала като резултат на първо място Facebook-страницата на Саркози.

- В Иран през септември 2009 фразата „ahmadinejad president of iran“ (в превод: „ahmadinejad президент на Иран“) препраща към фалшива Гугъл страница, на която пише „Did you mean: ahmadinejad is NOT president of iran“ (в превод: „да не би да имахте предвид: ahmadinejad НЕ е президент на Иран). Няма стандартни интернет страници, които да съдържат всички търсени от Вас термини. Фразата, която се препоръчва от фалшивата Гугъл страница е свързана с видео, което обяснява събитията, случили се в Иран след президентските избори през 2009.

- От февруари 2010 насам ако напишете в Гугъл „Where you can find Chuck Norris“ (в превод: „Къде може да се открие Чък Норис“) и използвате бутона „I'm feeling lucky“ (в превод:“Чувствам се късметлия"), ще Ви се покаже фалшива Гугъл страница, кръстена http://nochucknorris.com Архив на оригинала от 2020-06-08 в Wayback Machine. гласяща „Google won't search for Chuck Norris because it knows you don't find Chuck Norris, he finds you“ (в превод: „Гугъл няма да търси Чък Норис, защото знае, че няма да намериш Чък Норис, той ще те открие“) и дава алтернативни предложения като „Run, before he finds you“ (в превод:„Бягай преди да те е открил“) или „Try a different person“ (в превод:„Опитай да потърсиш друг човек“).

- През септември 2010 потребители се опитаха да направят Гугъл бомба с фразата 'Robert Pisano MPAA CEO arrested for child molestation!'(в превод:„Робърт Писано арестуван за подофилия“). Бомбата е по повод атаките на сайтовете на британската порнографска индустрия. Това е във връзка с атаките срещу наколко торент-сайта.

### Спам
Някои уеб-сайт оператори са приспособили техниките на Гугъл бомбите, за да осъществяват спам. Това включва наред с други техники, поставяне на линкове в интернет форуми заедно с фрази, които даден „рекламодател“ се надява да се свържат със сайта. За разлика от обикновените спам съобщения, целта не е да се привлекат читателите към сайта директно, а чрез тези термини за търсене да се повишат позицията на дадения сайт при търсене. „Рекламодателите“, които използват тези техники често се целят във форуми с ниска посещаемост, като се надяват администраторите да не ги засекат. Стрниците на Уикипедия са често обект на такъв интернет вандализъм, както и всички страници, които могат да се редактират свободно. Това действие се нарича още „парично бомбардиране“ от John Hiler през 2004.
Друга техника е собственикът на даден интернет домейн да настрои по тяакъв начин името на домейна, че всички домейни и субдомейни да насочват към един и същи сървър. Операторът настройва сървъра така че дадени предпочитани Гугъл термини за търсене да насочват към един и същи сайт или сайтове от същия домейн.
На 2 февруари 2007 много хора забелязаха промяна в алгоритъма на Гугъл, който засяга в значителна степен наред с други неща и Google бомбите. Само около 15% от Гугъл бомбите са проработили към 15 февруари 2007. Това се дължи на преоценяването на страниците от страна на Гугъл.